# Luana Walters
Luana Walters (Los Angeles, 22 luglio 1912 – Los Angeles, 19 maggio 1963) è stata un'attrice statunitense.

## Biografia
Nel 1930 la Walters ottenne un primo contratto con la United Artists per una piccola parte nel film Mi sposo... e torno!, con Douglas Fairbanks. Alcuni problemi di salute la tennero lontana da Hollywood per circa due anni, dopodiché per l'attrice americana iniziò una carriera quasi interamente dedicata alle produzioni cinematografiche minori, soprattutto nel genere western, che le procurarono una certa notorietà fra gli anni trenta e gli anni quaranta e nelle quali poté sfruttare le proprie doti di cavallerizza.
Luana Walters apparve anche in pellicole più note, quali Maria Antonietta (1938), I filibustieri (1938) e Un'americana nella Casbah (1938), quasi sempre però in ruoli minori e non accreditati. Recitò inoltre a fianco di Bela Lugosi nel serial Shadow of Chinatown (1936) e nel film horror Il corpo scomparso (1942); l'anno seguente la sua carriera si interruppe per non riprendere più fino al 1947, quando apparve nel noir Sparo per uccidere, accreditata come Susan Walters.
Dopo la prematura scomparsa del marito Max Hoffman Jr. nel 1945, Luana Walters si abbandonò all'alcolismo, che la porterà alla morte nel 1963.

## Filmografia parziale
- Mi sposo... e torno!, regia di Edmund Goulding (1930)
- Il cronista lampo (The Speed Reporter),  regia di Bernard B. Ray (1936)
- Maria Antonietta (Marie Antoinette), regia di W. S. Van Dyke (1938)
- I filibustieri (The Buccaneer), regia di Cecil B. DeMille (1938)
- Un'americana nella casbah (Algiers), regia di John Cromwell (1938)
- Paris Honeymoon, regia di Frank Tuttle (1939)
- Dietro le persiane (No Greater Sin), regia di William Nigh (1941)
- Il corpo scomparso (The Corpse Vanishes), regia di Wallace Fox (1942)
- Gianni e Pinotto tra i cowboys (Ride 'Em Cowboy), regia di Arthur Lubin (1942)
- Sparo per uccidere (Shoot to Kill), regia di William Berke (1947)
- Girls in Prison, regia di Edward L. Cahn (1956)
- The She-Creature, regia di Edward L. Cahn (1956)